# Šachové varianty
Šachové varianty jsou hry podobné běžným šachům, ale s odlišnými pravidly. Lze je rozdělit do tří skupin:

## Historičtí předchůdci šachů
- Čaturanga,
- Šatrandž.

## Regionální varianty
- Šógi (japonské šachy)
- Siang-čchi (čínské šachy)
- Chanadraki (tibetské šachy)
- Šatora (mongolské šachy)
- Sittuyin (barmské šachy)
- Makruk (thajské šachy)
- Chator (malajské šachy)
- Tjyangkewir (korejské šachy)
- Hindustánské šachy (severoindické šachy)
- Párské šachy (východoindické šachy)

Má se za to, že všechny tyto rozličné formy se vyvinuly z jedné původní indické hry - čaturangy .
Čaturanga doslovně znamená „čtyři účastníci“. Tvoří ji čtyři části indické armády: sloni, válečné vozy, jízda a pěchota. Čaturanga proto může být označována jako válečná hra. Není znám přesný původ čaturangy, ale z doby 500 po Kr. vedou jisté stopy do severozápadní Indie (patrně se jedná o oblast Dolní Sird). Nejstarší známá zmínka o této hře je v sanskrtské básnické sbírce Vasavadatta, kterou napsal Subandhu na počátku 7. stol. po Kr.
Figurky na čaturangu byly tyto: rádža (pohybuje se jako král o jedno pole libovolným směrem vyjma šachu, tj. polí, kde soupeř hrozí okamžitým zajetím), mantri (generál, pohybuje se o jedno pole diagonálně), gádža (slon, pohybuje se o dvě pole diagonálně, první pole přeskakuje, jedná se o ranou podobu střelce), asva (kůň, pohybuje se stejně jako jezdec v evropském šachu, kombinuje přeskočení jednoho pole v ortogonálním a jednoho pole v diagonálním směru), rátha (válečný vůz, pohybuje se jako věž - o libovolný počet polí ortogonálním směrem) a pedanti (pěšci, pohybují se o jedno pole přímo dopředu, berou šikmo dopředu a dosáhnou-li poslední řady, tak se povýší na generála).
Čaturanga byla původně hrána na desce 8×8 pro hru Aštapada, která se skládala ze 64 nevybarvených polí, ale některá byla označena diagonálním křížkem. V čaturanze se armáda každého hráče skládala z jednoho krále, jednoho generála, dvou jezdců, dvou slonů, dvou válečných vozů a osmi pěšců - celkem 16 figurek na každé straně. Hru vyhrál ten, kdo dal mat, nebo zajal všechny soupeřovy figurky. (Varianta pro 4 hráče, s kostkou určující figurku, se kterou se má táhnout, byla poprvé zaznamenána v 11. stol. po Kr.)
Čaturanga se šířila (a vyvíjela) díky dobývání, obchodu a mimo jiné i pomocí misionářských cest. Na západě se dostala do Persie a pak až do Ruska, Turecka, severní Afriky a Evropy. Na severu do Tibetu, Číny, Mongolska a na Sibiř. Na východě do Barmy a potom až do jihovýchodní Asie, Číny, Koreje a Japonska.
Šachy se dostaly do Číny pravděpodobně v 8. století po Kr., když nevyhnutelně následovaly východní cestu buddhismu - jak severní přes Kašmír, Nepál a Tibet, tak východní přes Barmu. Hlavní rozdíl oproti západním šachům spočívá v tom, že všechny kameny na čínské, korejské a japonské šachy mají stejný plochý tvar. Jednotlivé figury jsou pak od sebe odlišeny čínskými znaky (kanji).
Siang-čchi (čínské šachy) se hrají s plochými kulatými kameny (vypadají jako dámové). Obvykle hrají modré/zelené znaky proti červeným. Deska 9×10 je rozdělena „řekou“ (mezi 5. a 6. řádkem). Stejně jako i v jiné čínské hře go či v tibetském ming mangu se hraje na průsečících.
Původ Šógi není znám přesně, ale říká se, že čínské šachy (nebo jejich japonská verze) se dostaly do Japonska společně s císařským vyslancem na sklonku období Nara (710-794). Šógi získaly na popularitě mezi dvorskou šlechtou v následujícím období Heian (794-1185), kdy bylo hlavní město přesunuto z Nary do Kjóta.

Jedná se o nejlepší variantu šachové hry s velmi propracovaným systémem povyšování figur a možností vracet zajaté figury zpět do hry jako vlastní jednotky. Stejně tak je u hry výborný systém handicapové hry, umožňující vyrovnanou partii hráčů různé úrovně.

## Novověké hry

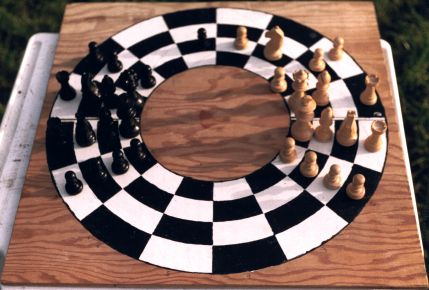
kruhové šachy

Tyto šachové varianty jsou inspirovány pravidly západních šachů a existuje jich velké množství, většinou však nejsou příliš rozšířené nebo jsou známé jen v určité zemi. Mezi známější varianty tohoto druhu patří například:
- Chess960 („Fischerovy šachy“). Hraje se podle obvyklých pravidel, pouze počáteční postavení figur na 1. řadě je před zahájením hry zvoleno náhodně, přičemž král musí být umístěn mezi věžemi (ne nutně na sousedních polích) a střelci musejí být na polích opačné barvy. Černé figury jsou umístěny na 8. řadě ve stejném pořadí jako bílé. Rošádu je možné provést za obdobných podmínek jako v klasickém šachu.
- Žravé šachy. Vyhrává hráč, který se jako první zbaví všech svých figur, přičemž král je rovnocenný ostatním figurám (neplatí pravidlo o šachu, může být vzat) a braní je povinné. Tato varianta je obdobou žravé dámy.
- Bughouse („holanďany“). Hra pro čtyři hráče. Hrají proti sobě dvě dvojice, přičemž jeden partner má bílé a druhý černé kameny. Soupeřův kámen, který je na některé šachovnici sebrán, může být předán partnerovi, aby jej místo tahu nasadil do hry na své šachovnici.
- Vezír Hra pro dva hráče. Hraje se podle modifikovaných pravidel šachů:

1. Může ustoupit nebo se přemístit vpravo či vlevo o jedno pole pokud je volné čili nemá dovoleno brát tímto tahem jiné kameny (figury).
2. Dalším tahem z nové polohy smí: a) opakovat postup jako u prvního bodu, b) může postoupit o jedno pole dopředu podle běžných pravidel šachu, pokud se nalézá pěšec na startovní pozici může se přesunout o dvě pole dopředu, c) může šíkmo brát jako v běžné partii šachu s tou výjimkou že má dovoleno brát kameny (figury) vlastní barvy.
3. Tahy podle 1. bodu smí provádět ze všech polí šachovnice mimo polí určených pro přeměnu ve figuru.

- Exošach
- Crazyhouse
- Válcové šachy
- Jezdcové šachy